# Marele 120-celule stelat
În geometrie marele 120-celule stelat sau marele dodecaplex stelat este un politop cvadridimensional stelat regulat. Cele 120 de celule ale sale sunt mari dodecaedre stelate. Are 120 de vârfuri, 720 de laturi și 720 de fețe. Are simbolul Schläfli {5/2,3,5}. Este unul dintre cele 10 politopuri Schläfli–Hess regulate.

## Politopuri înrudite
Are același aranjament al laturilor ca și marele 600-celule și 120-celule icosaedric, și același aranjament al fețelor cu largul 120-celule stelat.
| H3 | A2 / B3 / D4 | A3 / B2 |
| -- | ------------ | ------- |
|    |              |         |

Împreună cu dualul său formează compusul de largul 120-celule și marele 120-celule stelat.